# Bunuri mobile din domeniul artă plastică clasate în patrimoniul cultural național al României aflate în Monaco
Acestă listă conține bunurile mobile din domeniul artă plastică clasate în Patrimoniul cultural național al României aflate la momentul clasării în Monaco.

## Fond
| Foto | Informații generale                            | Detalii tehnice                                                                                | Descriere | Deținător                    | Legături |
| ---- | ---------------------------------------------- | ---------------------------------------------------------------------------------------------- | --- | ---------------------------- | -------- |
|      | Fetiță în roz Autor: Tonitza, Nicolae          | Datare: nedatat Dimensiuni: 50 x 38 cm Material: ulei pe placaj                                | Semnat dreapta sus cu brun: Tonitza. Neadatat.                                                                                  | Colecții particulare, Monaco | Cimec    |
|      | Femeie pe malul mării Autor: Gheorghe Petrașcu | Datare: 1934 Școală: școală românească Dimensiuni: 38 x 46 cm Material: ulei pe pânză; pictare | peisaj marin cu femeie cu umbrelă, așezată pe un scaun, privind marea. semnat și datat stânga jos cu negru: G.Petrașcu, (1)934. | Colecție particulară, Monaco | Cimec    |